# داستان‌های ظهور
داستان‌های ظهور (انگلیسی: Tales of Arise)، یک بازی نقش‌آفرینی اکشن است که توسط هیروکازو کاگاوا ساخته و توسط شرکت بندای نامکو انترتینمنت منتشر شده‌است. این بازی در ۱۰ سپتامبر ۲۰۲۱ برای مایکروسافت ویندوز، پلی‌استیشن ۴، اکس‌باکس وان، پلی‌استیشن ۵ و اکس‌باکس سری اکس و سری اس منتشر شد.